# Tomares fedtschenkoi
Tomares fedtschenkoi is een vlinder uit de familie van de Lycaenidae. De wetenschappelijke naam van de soort is voor het eerst geldig gepubliceerd in 1874 door Nikolai Grigorievitsj Ershof.
De soort komt verspreid voor in Centraal-Azië.